# NGC 3229
NGC 3229 је тројна звезда у сазвежђу Секстант која се налази на NGC листи објеката дубоког неба.
Деклинација објекта је + 0° 3' 56" а ректасцензија 10h 23m 24,6s. Привидна величина (магнитуда) објекта NGC 3229 износи 6,0.